# Joan de Giorgio Vitelli i Simon
Joan de Giorgio Vitelli i Simon (l'Alguer 1870 - Roma? 1916) fou un escriptor i advocat alguerès, un dels principals exponents de la Renaixença catalana a l'Alguer. El 1892 es llicencià en dret i treballà per al Ministeri de l'Interior d'Itàlia, qui el nomenà el 1913 prefecte a Ravenna.
El 1887 contribuí a facilitar els estudis d'Eduard Toda i Güell als arxius algueresos. Ha escrit nombroses poesies en català i traduí al català els poetes italians Dante Alighieri, Giacomo Leopardi i Giosuè Carducci.